# Беннетт-парк (Нью-Йорк)
Беннетт-парк (англ. Bennett Park) — общественный парк на Манхэттене.
Парк назван в честь газетного издателя Джеймса Гордона Беннетта-старшего, основавшего в 1835 году газету New York Herald. Беннетт-парк расположен между Пайнхёрст-авеню, Форт-Вашингтон-авеню, 183-й и 185-й улицами в районе Вашингтон-Хайтс на севере Манхэттена. Территория, на которой он расположен, была приобретена Беннеттом в 1871 году, за год до смерти. В 1776 году на этом месте был возведён форт Вашингтон, ставший эпицентром битвы между американцами и британцами 16 ноября 1776 года. Ныне форт не существует, и о нём напоминает лишь мемориальная стела из бронзы и мрамора авторства Чарльза Роллинсона Лэмба в восточной части парка. В западной части парка расположен выход Манхэттенского глинистого сланца. Место выхода является самой высокой естественной точкой Манхэттена. Её высота относительно уровня моря составляет около 81 метра.
В Беннетт-парке проводятся различные мероприятия, такие как реконструкция битвы за форт Вашингтон и ежегодный праздник урожая.

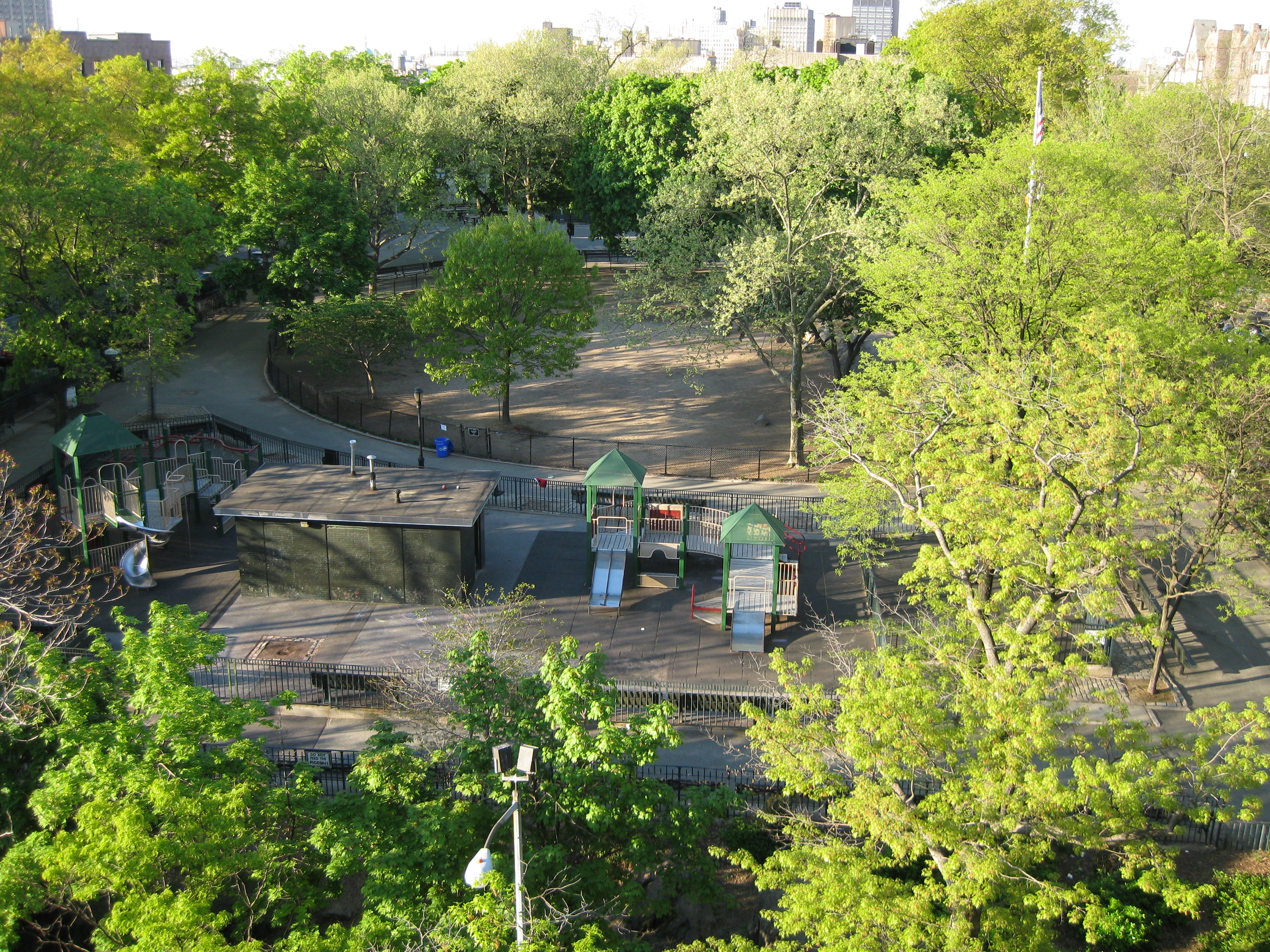
Парк в мае 2011 года
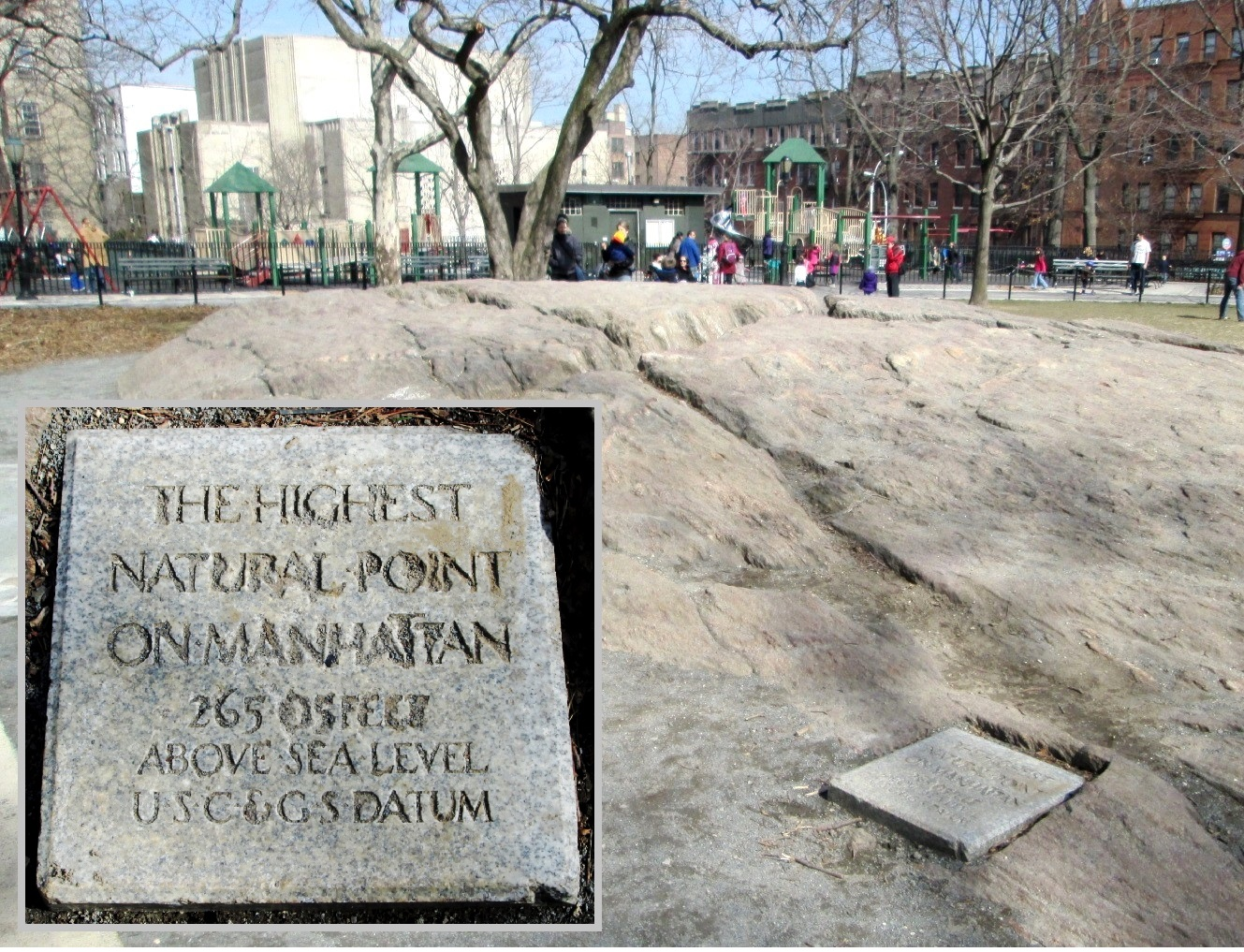
Выход коренной породы